# Diócesis de Ajaccio
La diócesis de Ajaccio (en latín: Dioecesis Adiacensis; en francés: Diocèse d'Ajaccio; en italiano: Diocesi di Aiaccio) es una circunscripción eclesiástica de la Iglesia católica en Francia. Se trata de una diócesis latina, sufragánea de la arquidiócesis de Marsella. Desde el 11 de mayo de 2021 su obispo es el cardenal François-Xavier Bustillo, de la Orden de Frailes Menores Conventuales.

## Territorio y organización
La diócesis tiene 8722 km² y extiende su jurisdicción sobre los fieles católicos de rito latino residentes en la región de Córcega.
La sede de la diócesis se encuentra en la ciudad de Ajaccio, en donde se halla la Catedral de Nuestra Señora de la Asunción.
En 2022 en la diócesis existían 434 parroquias agrupadas en 11 decanatos:
- Ajaccio-Est, con 5 unidades pastorales;
- Ajaccio-Ouest, con 5 unidades pastorales;
- du Cap, con 7 unidades pastorales;
- Bastia, con 4 unidades pastorales;
- du Golo, con 12 unidades pastorales;
- Balagne, con 9 unidades pastorales;
- du Cortenais, con 8 unidades pastorales;
- Piana-Vico-Sari, con 8 unidades pastorales;
- Prunelli-Taravo-Valinco, con 9 unidades pastorales;
- la Plaine Orientale, con 10 unidades pastorales;
- Extrême-Sud, con 6 unidades pastorales.

## Historia
Los datos arqueológicos muestran que el cristianismo apareció en Córcega ya a finales del siglo I o principios del II. Sin embargo, es incierto el origen de la diócesis de Ajaccio, cuya antigüedad en el pasado se ha vinculado a la figura de san Eufrasio, a quien originalmente estaba dedicada la catedral, quien fue identificado con uno de los siete viri apostolici que, según la tradición, acompañaron a san Pablo en su viaje a Hispania.
La existencia de la diócesis está atestiguada con certeza a finales del siglo VI y principios del siglo siguiente gracias a las cartas de Gregorio Magno. En una de ellas, fechada el 17 de junio de 601, el papa se lamenta a Bonifacio, defensor Corsicae, de que Ajaccio estaba sin obispo desde hacía algún tiempo; en otra carta del año 602 el mismo pontífice menciona al nuevo obispo, sin mencionar su nombre y simplemente describiéndolo como electus.
El primer obispo conocido es Benito, que en el año 649 participó en el Concilio de Letrán en el que se condenó el monotelismo. En el siglo VII Córcega pasó a ser posesión directa de los papas, pasando a formar parte del Patrimonium Sancti Petri y las seis diócesis insulares, incluida Ajaccio, quedaron inmediatamente sujetas a la Santa Sede.
Como todas las diócesis corsas, la de Ajaccio, que incluía la parte sur de la isla, estaba dividida en pieves, que a su vez se dividían en parroquias. Había doce pieves parroquiales en la diócesis: Ajaccio, Bonifacio, Mezzana, Celavo, Cauro, Ornano, Talavo, Cruscaglia, Valle, Veggiani, Tallano y Sartena. En 1516 el papa León X incorporó el pieve de Bonifacio a la arquidiócesis de Génova.
A partir del siglo XI los papas fueron perdiendo progresivamente su poder sobre Córcega, que se convirtió en tierra de conquistas y enconadas disputas entre las dos repúblicas de Génova y Pisa. El 27 de abril de 1092 Ajaccio y las demás diócesis insulares se convirtieron en sufragáneas de la arquidiócesis de Pisa. Pero el 19 de marzo de 1133 mediante la bula Iustus Dominus el papa Inocencio II asigó tres de estas sufragáneas, Nebbio, Mariana y Accia, a la arquidiócesis de Génova, mientras que las demás, Sagona, Aleria y Ajaccio, permanecieron en Pisa, a cuyo arzobispo se le concedió el título de primado de Córcega, que aún conserva en la actualidad.
La catedral actual fue construida en el siglo XVI, en sustitución de la anterior derribada en 1553; fue consagrada en 1593.
El 1 de julio de 1790 la ley francesa obligó a la supresión de todas las diócesis corsas, a excepción de la de Bastia, que anteriormente había sido la sede de los obispos de Mariana. Todos los obispos corsos se negaron a prestar el juramento requerido a la Constitución civil del clero y se refugiaron en Italia. Para la diócesis de Bastia el 28 de mayo de 1791 fue elegido Ignace-François Guasco, quien se retractó el 23 de diciembre de 1794.
Tras el concordato con la bula Qui Christi Domini del papa Pío VII del 29 de noviembre de 1801, la diócesis revolucionaria de Bastia fue suprimida, mientras que la diócesis de Ajaccio fue reconocida como única para toda la isla. Hasta 1816 incluía también la isla de Elba, Capraia y el Principado de Piombino, que había sido anexado al Imperio francés, junto con algunas parroquias ubicadas en el municipio de Castiglione della Pescaia. Al mismo tiempo se convirtió en sufragánea de la arquidiócesis de Aix.
Posteriormente pasó a ser sufragánea de la arquidiócesis de Génova hasta 1860 cuando pasó nuevamente a la arquidiócesis de Aix. El 8 de diciembre de 2002, con la reorganización de los distritos diocesanos franceses, pasó a formar parte de la provincia eclesiástica de la arquidiócesis de Marsella.

## Estadísticas
Según el Anuario Pontificio 2023 la diócesis tenía a fines de 2022 un total de 277 000 fieles bautizados.
| Año                                                                             | Población            | Población | Población      | Sacerdotes | Sacerdotes    | Sacerdotes    | Bautizados por sacerdote | Diáconos permanentes | Religiosos | Religiosos | Parroquias |
| Año                                                                             | Bautizados católicos | Total     | % de católicos | Total      | Clero secular | Clero regular | Bautizados por sacerdote | Diáconos permanentes | Varones    | Mujeres    | Parroquias |
| ------------------------------------------------------------------------------- | -------------------- | --------- | -------------- | ---------- | ------------- | ------------- | ------------------------ | -------------------- | ---------- | ---------- | ---------- |
| 1950                                                                            | 249 000              | 250 000   | 99.6           | 300        | 220           | 80            | 830                      |                      | 70         | 250        | 420        |
| 1959                                                                            | 159 000              | 160 000   | 99.4           | 226        | 165           | 61            | 703                      |                      | 62         | 210        | 420        |
| 1970                                                                            | 178 350              | 180 000   | 99.1           | 211        | 158           | 53            | 845                      |                      | 58         |            | 405        |
| 1980                                                                            | 272 000              | 292 000   | 93.2           | 170        | 112           | 58            | 1600                     | 1                    | 64         | 170        | 407        |
| 1990                                                                            | 235 000              | 251 000   | 93.6           | 133        | 99            | 34            | 1766                     | 5                    | 39         | 72         | 410        |
| 1999                                                                            | 230 000              | 253 992   | 90.6           | 89         | 58            | 31            | 2584                     | 10                   | 42         | 81         | 410        |
| 2000                                                                            | 231 000              | 255 000   | 90.6           | 75         | 58            | 17            | 3080                     | 14                   | 28         | 68         | 410        |
| 2001                                                                            | 237 000              | 261 500   | 90.6           | 93         | 69            | 24            | 2548                     | 14                   | 34         | 68         | 410        |
| 2003                                                                            | 241 150              | 261 500   | 92.2           | 100        | 71            | 29            | 2411                     | 15                   | 45         | 55         | 434        |
| 2006                                                                            | 243 000              | 263 700   | 92.2           | 103        | 71            | 32            | 2359                     | 16                   | 42         | 49         | 434        |
| 2012                                                                            | 258 200              | 278 100   | 92.8           | 71         | 47            | 24            | 3636                     | 19                   | 35         | 33         | 434        |
| 2015                                                                            | 281 500              | 307 000   | 91.7           | 71         | 51            | 20            | 3964                     | 17                   | 27         | 41         | 434        |
| 2018                                                                            | 295 000              | 324 240   | 91.0           | 72         | 54            | 18            | 4097                     | 16                   | 20         | 36         | 438        |
| 2020                                                                            | 301 000              | 331 000   | 90.9           | 75         | 56            | 19            | 4013                     | 15                   | 25         | 31         | 434        |
| 2022                                                                            | 277 000              | 340 000   | 81.5           | 76         | 56            | 20            | 3644                     | 13                   | 23         | 29         | 434        |
| Fuente: Catholic-Hierarchy, que a su vez toma los datos del Anuario Pontificio. |                      |           |                |            |               |               |                          |                      |            |            |            |

## Episcopologio
- Evandro? † (mencionado en 313)[nota 1]
- Anónimo † (mencionado en 602)
- Benedetto † (mencionado en 649)
- Nicolao † (antes de 900-después de 909)
- Riccobono † (antes de 930-después de 936)
- Guglielmo † (mencionado en 1126)[nota 2]
- Giovanni † (mencionado en 1179)
- Ildebrando † (mencionado en 1238)
- Aimerico † (circa 1309-1322 falleció)
- Vitale Gracchi, O.E.S.A. † (diciembre de 1322-1328 falleció)[7]
- Nicola † (mencionado en 1328)[nota 3]
- Manfredo de Calcinaria, O.F.M. † (13 de noviembre de 1342-1345 falleció)
- Bertrando Escarpiti, O.F.M. † (20 de junio de 1345-14 de agosto de 1348 nombrado obispo de Asís)
- Filippo de Ursone, O.F.M. † (11 de noviembre de 1348-?)
- Gerardo †
- Vincenzo di Sassari, O.F.M. † (20 de mayo de 1351-1369 falleció)
- Simone † (19 de diciembre de 1369-1401 falleció)
- Pietro † (11 de febrero de 1401-1411)
- Marco, O.S.B. † (21 de marzo de 1411-?)
- Paolo Alberti, O.F.M. † (13 de mayo de 1420-4 de septiembre de 1422 nombrado obispo de Ascoli Piceno)
- Andrés Díaz de Escobar, O.S.B. † (4 de septiembre de 1422-5 de mayo de 1428 nombrado obispo titular de Megara)
- Luca da Offida, O.E.S.A. † (31 de enero de 1429-1438 falleció)[8]
- Valeriano Calderina † (26 de mayo de 1438-18 de julio de 1438 nombrado obispo de Sagona)
- Raffaele Spinola, O.F.M. † (6 de agosto de 1438-1441 renunció)
- Albertino de Corti † (mencionado en 1441)[nota 4]
- Ranuccio Spinola † (1442-1457 falleció)
- Deodato Bocconi † (20 de mayo de 1457-? falleció)
- Paolo de Bonifaci † (6 de febrero de 1477-? renunció)
- Giacomo de Marco (Mancoso Marcelli?) † (menzionato l'8 de junio de 1481)
- Gabriele de Franchi, O.P. † (2 de octubre de 1482-después de 1489)
- Paolo Fregoso † (1493-22 de marzo de 1498 falleció)
- Filippo Pallavicini, O.E.S.A. † (30 de marzo de 1498-1518 falleció)[nota 5]
- Giacomo Pallavicini † (30 de julio de 1518-1539 falleció)
- Leonardo Tornabuoni † (19 de enero o 24 de marzo de 1539-1540 falleció)
- Alessandro Guidiccioni † (19 de enero de 1541-1548 renunció)
- Giovan Battista Bernardi † (13 de abril de 1548-1578 renunció)
- Cristoforo Guidiccioni † (14 de mayo de 1578-18 de noviembre de 1582 falleció)
  - Giuseppe Mascardi † (1582-1585? falleció) (administrador apostólico)
- Giulio Giustiniani † (28 de septiembre de 1587-18 de abril de 1616 falleció)
- Fabiano Giustiniani, C.O. † (13 de junio de 1616-enero de 1627 falleció)
- Ottaviano Rivarola † (5 de julio de 1627-octubre de 1651 falleció)
- Giovanni Stefano Donghi † (27 de noviembre de 1651-2 de agosto de 1655 nombrado obispo de Imola)
- Siro Strassera, C.R. † (11 de octubre de 1655-28 de abril de 1656 falleció)
- Giovanni Gregorio Ardizzone † (28 de agosto de 1656-noviembre de 1685 falleció)
- Giovanni Paolo d'Invrea, O.Cam. † (12 de agosto de 1686-10 de marzo de 1694 falleció)
- Giovan Battista Gentile, O.S.B. † (13 de septiembre de 1694-septiembre de 1695 falleció)
- Francesco Maria Sacco, C.R. † (28 de noviembre de 1695-27 de marzo de 1697 nombrado obispo de Brugnato)
- Pietro Spinola, O.F.M.Ref. † (10 de marzo de 1698-diciembre de 1715 falleció)
- Agostino Spinola, C.R.S. † (30 de marzo de 1716-23 de septiembre de 1722 nombrado obispo de Savona)
- Carlo Maria Lomellino † (20 de enero de 1723-26 de noviembre de 1741 renunció)
- Bernardino Centurione † (27 de noviembre de 1741-11 de noviembre de 1758 falleció)
- Benedetto Andrea Doria † (28 de mayo de 1759-17 de septiembre de 1794 falleció)
  - Sede vacante (1794-1801)
- Louis Sébastiani (de La Porta) † (16 de junio de 1802-9 de diciembre de 1831 falleció)
- Toussaint Casanelli d'Istria † (30 de septiembre de 1833-12 de octubre de 1869 falleció)
- Pierre-Paul de Cuttoli † (21 de marzo de 1870-18 de diciembre de 1870 falleció)
- François-André-Xavier de Gaffory † (6 de mayo de 1872-14 de julio de 1877 falleció)
- Paul-Matthieu de La Foata † (21 de septiembre de 1877-3 de enero de 1899 falleció)
- Louis Olivieri † (14 de diciembre de 1899-17 de mayo de 1903 falleció)
  - Sede vacante (1903-1906)
- Marie-Joseph Ollivier † (21 de febrero de 1906-21 de marzo de 1906 falleció)
- Jean-Baptiste Desanti † (13 de julio de 1906-12 de febrero de 1916 falleció)
- Auguste-Joseph-Marie Simeone † (27 de mayo de 1916-30 de julio de 1926 nombrado obispo de Fréjus)
- Jean-Marcel Rodié † (29 de abril de 1927-7 de marzo de 1938 nombrado obispo de Agen)
- Jean-Baptiste-Adrien Llosa † (14 de septiembre de 1938-26 de julio de 1966 renunció[nota 6])
- André Charles Collini † (26 de julio de 1966 por sucesión-22 de diciembre de 1972 nombrado arzobispo coadjutor de Toulouse[nota 7])
- Jean-Charles Thomas † (4 de febrero de 1974-23 de diciembre de 1986 nombrado obispo coadjutor de Versailles)
- Sauveur Casanova † (13 de agosto de 1987-5 de enero de 1995 retirado)
- André Jean René Lacrampe, Ist. del Prado † (5 de enero de 1995-13 de agosto de 2003 nombrado arzobispo de Besanzón)
- Jean-Luc Brunin (6 de mayo de 2004-24 de junio de 2011 nombrado obispo de Le Havre)[nota 8]
- Olivier de Germay (22 de febrero de 2012-22 de octubre de 2020 nombrado arzobispo de Lyon)
- Cardenal François-Xavier Bustillo, O.F.M.Conv., desde el 11 de mayo de 2021